# Jane Inglis Clark
Jane Inglis Clark (1859/1860-1950) fue una alpinista escocesa. Fundadora del Club de escalada escocés femenino junto con su hija Mabel Clark y Lucy Smith en 1908.

## Biografía
Inglis Clark, nacida Jane Isabella Shannon, era hija de Isabella Struthers Wilson y David Shannon, un plantador de té. En 1884 se casó con William Inglis Clark y tuvieron dos hijos, Mabel Clark (1885-1967) y Charles Clark (1888-1918).
Durante la Primera Guerra Mundial, Inglis Clark fue comandante del Destacamento de Ayuda Voluntaria de la Cruz Roja, y desde 1919 hasta 1938 consejera parroquial y municipal en Edimburgo, donde también ejerció como juez de paz.

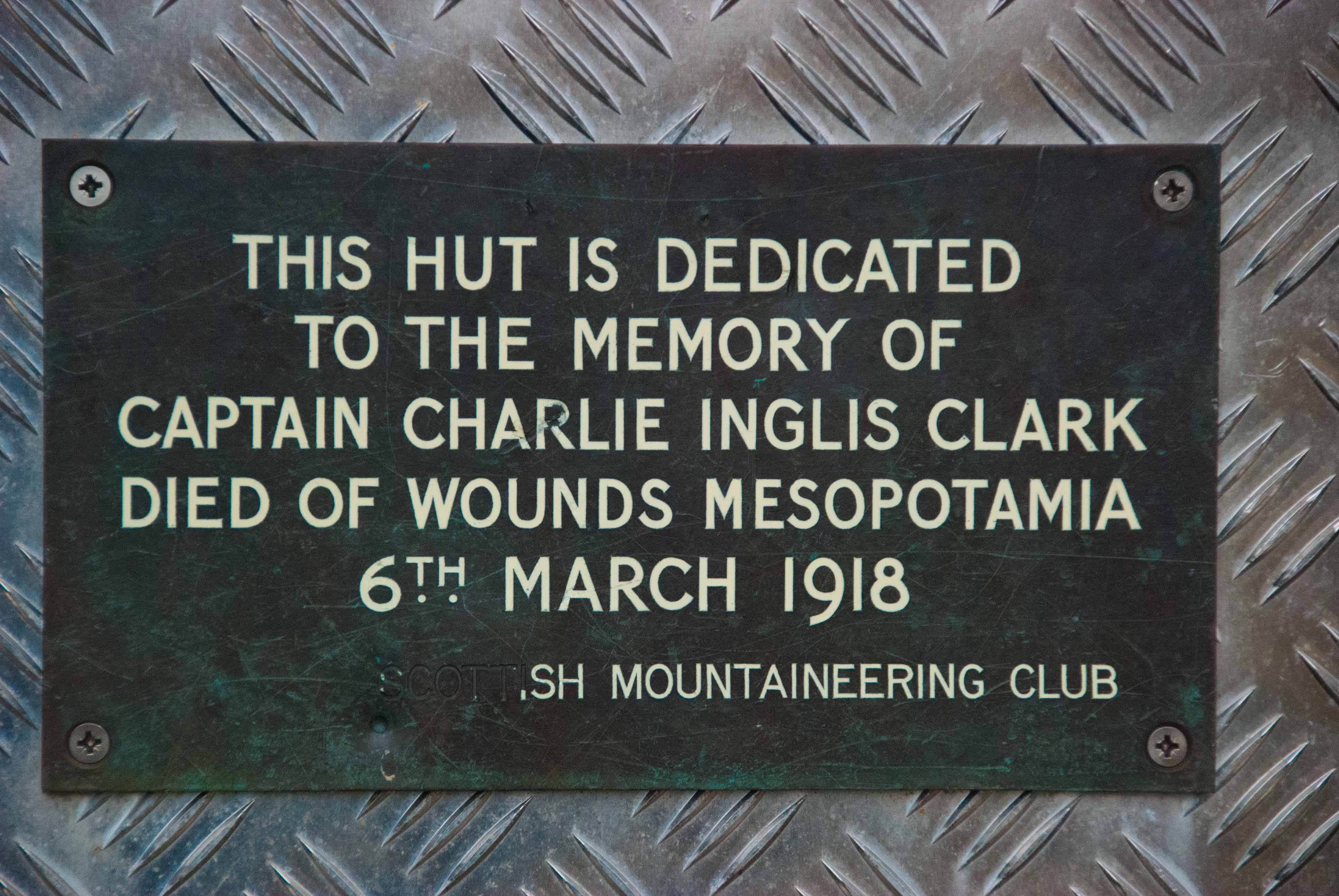
Placa conmemorativa en la puerta del Refugio CIC

## Montañismo
Inglis Clark fue una senderista entusiasta que descubrió la escalada en 1897. Con una aptitud natural para escalar rutas difíciles, desde 1897 hasta 1904, participó en seis primeras ascensiones al Ben Nevis. Estaba orgullosa de ser una pionera y deseaba animar a otras mujeres a practicar el alpinismo.
Dado que no se permitía a las mujeres  unirse al Scottish Mountaineering Club exclusivamente masculino, Inglis Clark, junto con su hija Mabel y Lucy Smith, fundaron el Ladies Scottish Climbing Club en 1908. El propósito del Club era "reunir a las damas aficionadas a la escalada y fomentar el montañismo en Escocia, tanto en invierno como en verano".
Inglis Clark escribió sobre sus experiencias en el alpinismo en su libro Pictures and Memories (Imágenes y recuerdos), publicado en 1938, que también conmemora el aumento de la participación de las mujeres en la escalada.

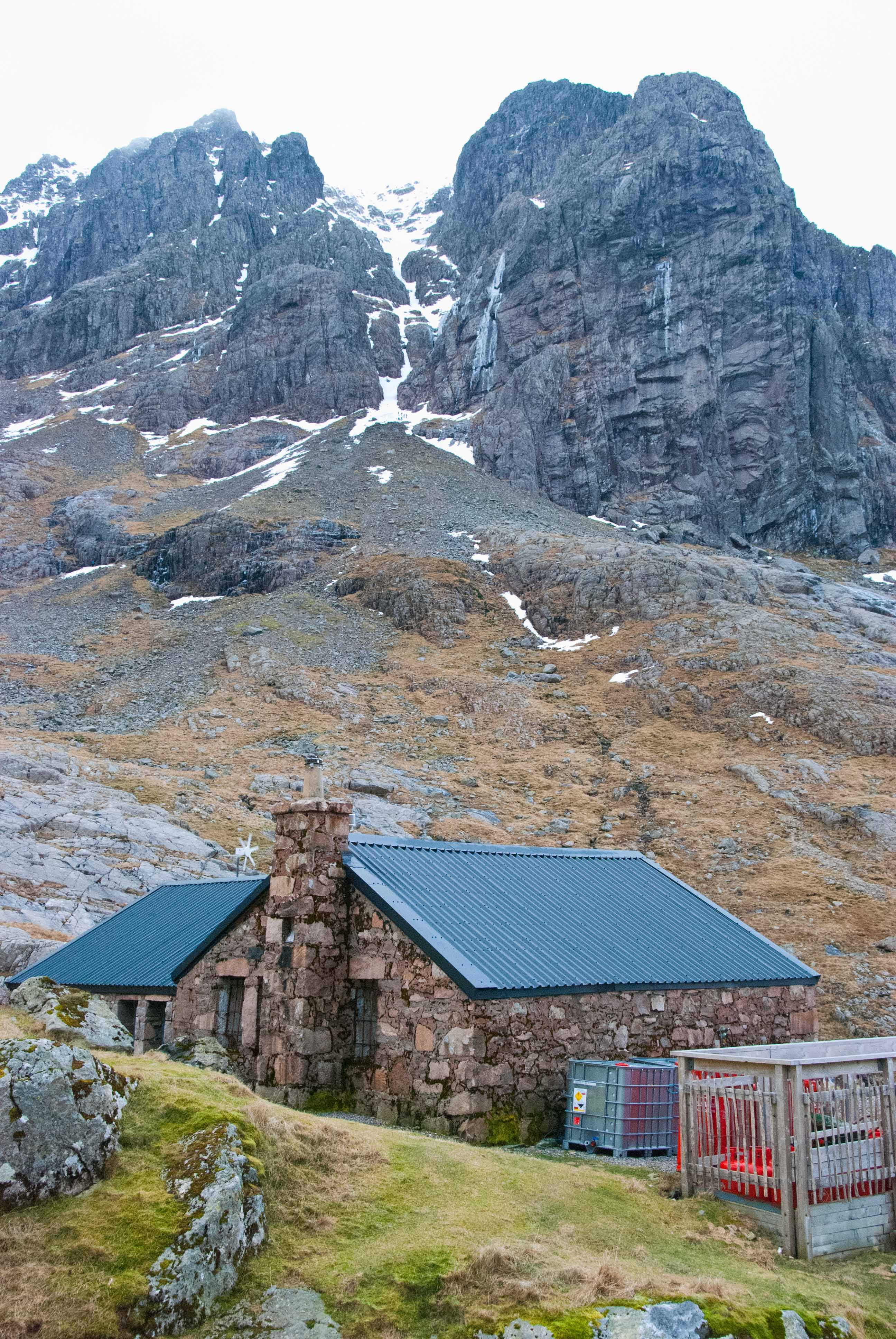
Cabaña conmemorativa de Charles Inglis Clark en Ben Nevis

No hay deporte como el alpinismo. Es la superación de las dificultades, la escalada mental, además de la física, lo que le da tanto entusiasmo. Los problemas de la vida parecen desvanecerse en presencia de las eternas colinas.  Podemos salir cansados de cuerpo y mente, pero volvemos renovados y recuperados: la salud restablecida y las amistades fortalecidas.

## Cabaña conmemorativa de Charles Inglis Clark
En memoria de su hijo, un alpinista entusiasta que murió en la Primera Guerra Mundial, Jane y William Inglis Clark fundaron el Charles Inglis Clark Memorial Hut en Ben Nevis, que inauguraron en 1929. Las imágenes de archivo muestran a los montañeros reunidos en Ben Nevis para la ceremonia de apertura.